# Elezai Tewulu Xiang
Elezai Tewulu Xiang (kinesiska: 额勒再特乌鲁乡, 额勒再特乌鲁) är en socken i Kina. Den ligger i den autonoma regionen Xinjiang, i den nordvästra delen av landet, omkring 240 kilometer väster om regionhuvudstaden Ürümqi. Antalet invånare är 2 734. Befolkningen består av 1 244 kvinnor och 1 490 män. Barn under 15 år utgör 20,0 %, vuxna 15-64 år 77 %, och äldre över 65 år 2,0 %.
Genomsnittlig årsnederbörd är 289 millimeter. Den regnigaste månaden är juni, med i genomsnitt 64 mm nederbörd, och den torraste är december, med 7 mm nederbörd.